# Hamm Peak
Hamm Peak är en bergstopp i Antarktis. Den ligger i Östantarktis. Australien gör anspråk på området.
Terrängen runt Hamm Peak är platt söderut, men söderut är den kuperad. Havet är nära Hamm Peak norrut.  Trakten är glest befolkad. Närmaste befolkade plats är Druzhnaya 4 Station, 16,1 kilometer väster om Hamm Peak.